# Вес Студи
Весли Студи (Чероки: (ᏪᏌ ᏍᏚᏗ); 17. децембар 1947) је Чероки глумац и филмски продуцент из Ноуфајер Холоуа, Талеква, Оклахома. Добитник је награде за портретисање Индијанаца на филму. Током каријере наступао је у филмовима који су награђени Оскаром, као што су Плес са вуковима (1990) и Последњи Мохиканац (1992), као и онима који су номиновани за Оскара од којих су значајни Џеронимо: Америчка легенда (1993) и Нови свет (2005). Познат је и по улози Сагата у Уличном борцу (1994). Други филмови у којима се појавио су Хостајлс, Врелина, Мистери Мен, Аватар, Милион начина за умирање на дивљем Западу и телевизијској серији Пени Дредфул.